# Flitiga Lisa
Flitiga Lisa, Impatiens walleriana, är en vanlig prydnadsväxt som tillhör balsaminsläktet.